# Safer Use
Safer Use bezeichnet Strategien, welche die nebensächlichen und vermeidbaren Schäden beim Drogenkonsum minimieren. Zu den unter Safer Use bekanntesten Maßnahmen zählen Spritzentausch und Safer Sniffing.

## Geschichte
Mitte der 1980er Jahre breitete sich HIV vor allem im Kreise homosexueller Männer und intravenös injizierender Drogengebraucher überproportional stark aus. Um der Ausbreitung dieser Krankheit in den betroffenen Kreisen entgegenzuwirken, wurden Strategien entwickelt und propagiert, die unter den Begriffen Safer Sex (u. a. der Gebrauch von Kondomen) und Safer Use (u. a. der Spritzentausch) bekannt wurden. Vor allem die AIDS-Hilfen und das bundesweite Selbsthilfenetzwerk Junkies, Ehemalige und Substituierte (JES) engagierten sich für die Akzeptanz von Safer Sex und Safer Use in den betroffenen Szenen.
Um die Jahrtausendwende erschienen die ersten wissenschaftlichen Studien, in denen ein überproportional häufiges Vorkommen von Hepatitis-C-Infektionen bei Konsumenten von Kokain, die diesen Stoff schnupfen (nasal applizieren), beschrieben wurde. Das Selbsthilfenetzwerk JES startete deshalb nach dem Vorbild des in Paris ansässigen Vereins „Techno Plus“ in Deutschland die erste Safer-Sniffing-Kampagne (jedem sein eigenes Schnupfröhrchen). In der Folge schlossen sich rasch weitere Szenenorganisationen für Drogenaufklärung in Frankfurt am Main, Berlin und Leipzig dieser Kampagne an. Im Rahmen dieser Kampagne werden Informationsmaterialien und saubere Schnupfröhrchen verteilt. In der Schweiz wird Safer Sniffing nicht nur von Szenenorganisationen, sondern auch von amtlichen Stellen propagiert. Safer Sniffing ist eine spezielle Strategie von Safer Use.

## Schutzmaßnahmen gegen Infektionskrankheiten
Durch den gemeinsamen Gebrauch von Spritzen bei der intravenösen Applikation von Drogen wie Heroin oder Kokain besteht eine hohe Ansteckungsgefahr mit Infektionskrankheiten wie HIV, Hepatitis B oder Hepatitis C. Durch den gemeinsamen Gebrauch von Schnupfröhrchen bei der nasalen Applikation von Kokain, Amphetamin oder Methamphetamin besteht eine erhöhte Ansteckungsgefahr vor allem mit Hepatitis C.
Safer Use zu praktizieren heißt für Fixer, sterile Spritzen und sterile Utensilien für die Zubereitung des zu injizierenden Stoffes zu gebrauchen. Spritzen und andere Utensilien werden zumeist von gemeinnützigen Organisationen wie der AIDS-Hilfe zur Verfügung gestellt respektive gegen gebrauchte Spritzen ausgetauscht. In Großstädten und Ballungsgebieten und auch in Gebieten, von denen bekannt ist, dass dort viele Abhängige leben, werden auch Safer-Use-Sets in Automaten angeboten. In diesen Automaten können im Allgemeinen auch gebrauchte Spritzen entsorgt werden. Die Automaten gewährleisten einen Spritzentausch rund um die Uhr und werden vor allem auch von Abhängigen, die es vorziehen, nicht erkannt zu werden, genutzt, da diese Automaten meist an unauffälligen Orten aufgestellt werden. Diese Automaten leisten einen evidenten und effizienten Beitrag zu Safer Use und somit zur Eindämmung der Ausbreitung von tödlichen Infektionskrankheiten.
Safer Use zu praktizieren heißt für Konsumenten, die ihre Drogen schnupfen, immer ein sauberes Schnupfröhrchen zu gebrauchen und dieses nicht gemeinsam mit anderen zu benutzen. Szeneorganisationen für Drogenaufklärung verteilen auf Partys saubere Schnupfröhrchen und Informationsmaterialien zu Safer Sniffing und leisten damit einen aktiven Beitrag zur Schadensminderung beim Schnupfen psychotroper Substanzen und somit zur Gesundheitsförderung.

## Informationen über Drogenwirkungen und Gefahrenminimierung
Gesundheitshinweise zum Konsum von Drogen, z. B. über Gefahren bei Mischkonsum oder verschiedene körperliche Auswirkungen unter bestimmten Voraussetzungen, deren Ziel der verantwortungsbewusste Umgang mit Rauschmitteln und eine bessere Drogenmündigkeit ist, werden ebenfalls als Safer Use bezeichnet. Gerade bei auf dem Schwarzmarkt erhältlichen illegalen Substanzen gilt auch das Drug-Checking als wichtiger Bestandteil des Safer Use. Die Aufklärung zu gefahrenminimierendem Konsum wird häufig als Aufruf zum Drogenkonsum kritisiert. Organisationen, die sich um die Verbreitung von Safer-Use-Hinweisen bemühen, verweisen jedoch auf den trotz gesetzlicher Regelungen tatsächlich stattfindenden Konsum und sehen ihre Aufgabe darin, eine gefährliche durch die Illegalität der Substanzen und die daraus folgende Tabuisierung entstandene Informationslücke zu schließen und verweisen auf ein zusätzliches Risiko durch auf dem Schwarzmarkt erhältliche verunreinigte Stoffe.
Von Drogenmischkonsum wird in den meisten Fällen auf Grund von erhöhtem Risiko abgeraten. Ebenso verweisen Safer-Use-Empfehlungen auf vorsichtige Dosierung sowie erhöhte Gefahren beim Konsum verschiedener Substanzen und deren Wirkungen bei entsprechenden gesundheitlichen Problemen.